# Oxfordi program
Oxfordi program – 1921-ben az első világháború következményeinek hatására alakult mozgalom, melynek alapítója F. N. D. Buchmann amerikai lelkész. Nézetük szerint az emberiséget a keresztény szellemiségen keresztül lehet megváltoztatni a faji ellentétekkel és a totalitárius ideológiákkal szemben.